# Ume Tange

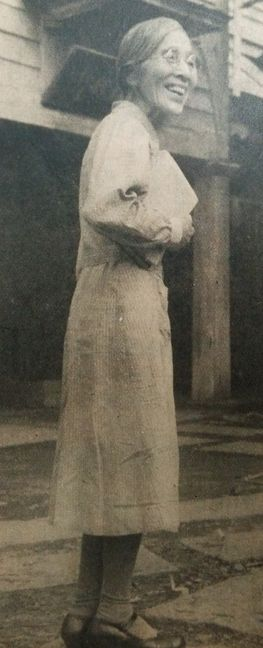
Ume Tange, 1948

Ume (Umeko) Tange (japanisch 丹下 梅子; geb. 17. März 1873 in Kagoshima, Japan; gest. 29. Januar 1955) war eine japanische Chemikerin und Agrarwissenschaftlerin.
Sie war eine der ersten drei Frauen, die 1913 an einer japanischen Universität zugelassen wurden. Zuvor hatte sie an einer Frauenhochschule studiert. Nach ihrem Abschluss reiste sie in die USA, um zu studieren. 1927 promovierte sie an der Johns Hopkins University in Chemie und war damit eine der ersten japanischen Frauen, die einen Doktortitel in der Wissenschaft erhielten. Tange kehrte nach Japan zurück, um am RIKEN zu lehren und weiterzuforschen. Sie untersuchte Vitamine, insbesondere Vitamin B2. 1940 erwarb sie einen zweiten Doktortitel in Agrarwissenschaften an der Tokyo Imperial University (der heutigen Universität Tokio).

## Kindheit und Ausbildung
Ume Tange war das sechste Kind von sieben Geschwistern in einer wohlhabenden Familie in Kagoshima, Südjapan. Beim Spielen mit einer ihrer Schwestern verletzte sich Tange, als sie auf ein Essstäbchen fiel, und erblindete auf einem Auge.
Tange begann ihre Karriere als Grundschullehrerin. Im Jahr 1901, als sie 28 Jahre alt war, begann Tange ein Studium der Hauswirtschaft an einer Frauenhochschule, der Japan Women's University. Nach ihrem Abschluss arbeitete sie dort als Assistentin und legte als erste Frau die Sekundarschullehrerprüfung in Chemie ab.
1913 war sie eine der ersten drei Frauen, die zum Universitätsstudium in Japan zugelassen wurden, als sie zusammen mit der Chemikerin Chika Kuroda und der Mathematikerin Raku Makita ein Studium an der Tohoku Imperial University aufnahm – trotz Kontroversen.

## Wissenschaftliche Karriere
Tange studierte an der Tohoku Imperial University das japanische Kakitannin. Nach ihrem Abschluss, im Alter von 45 Jahren, ging Tange in die USA und verbrachte dort etwa 10 Jahre, unter anderem an der Stanford University und der Columbia University. Ihr Studium dort wurde vom japanischen Bildungs- und Innenministerium gefördert. An der Johns Hopkins University wurde sie 1927 mit ihrer Arbeit Über die Herstellung und die Eigenschaften der Alophanate bestimmter Sterole promoviert. Die Ergebnisse dieser Arbeit wurden 1928 zusammen mit Elmer McCollum im Journal of Biological Chemistry veröffentlicht.
Tange kehrte nach Japan zurück und unterrichtete an der Japanischen Frauenuniversität. 1930 begann sie mit Studien über das Vitamin B2 am RIKEN-Institut für physikalische und chemische Forschung. Diese Arbeit führte 1940 zu ihrem zweiten Doktortitel in Landwirtschaft an der Kaiserlichen Universität Tokio.
Tange veröffentlichte in den 1930er Jahren mehrere wissenschaftliche Arbeiten, darunter Studien über Mangelerscheinungen bei Ratten, die fettfrei ernährt wurden, über Vitamin B2-Mangel bei Ratten und über die Auswirkungen von Fettsäuren auf die Ernährung.

## Ehrungen

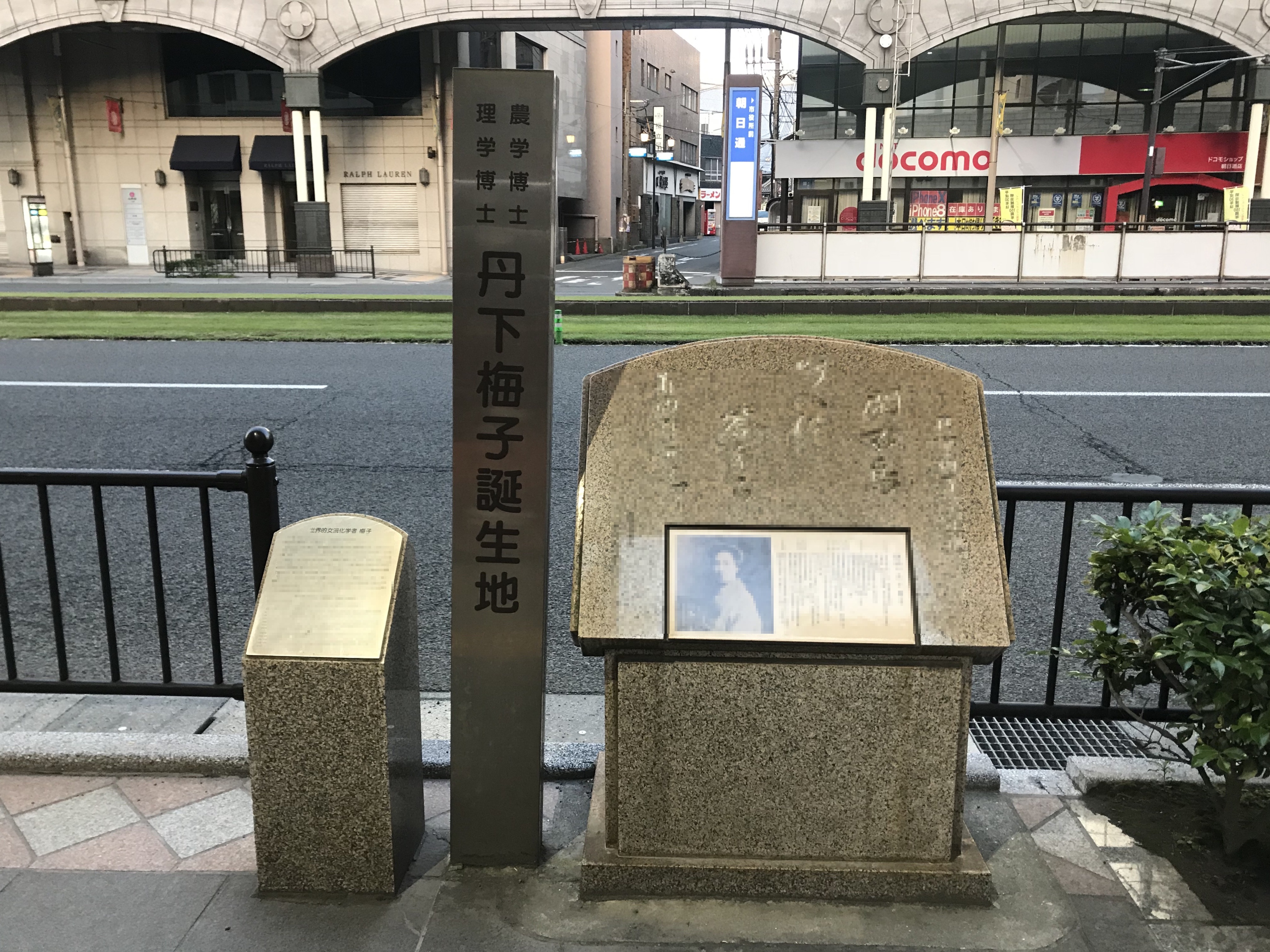
Denkmal an Ume Tanges Geburtsort in Kagoshima

- Denkmal in ihrem Geburtsort in Kagoshima
- Statue vor dem Yamakataya-Kaufhaus in Kagoshima
- Tange Memorial Scholarship an der Japanischen Frauenuniversität für Studierende mit herausragenden Leistungen in naturwissenschaftlichen Studien
- Ihre Biografie wurde 2011 von The Chemical Daily (auf Japanisch) unter dem Titel Wie weiße Pflaumenblüten: Der Werdegang der Chemikerin Ume Tange veröffentlicht